# Spór między diakonem Witem a władzami kościelnymi
Spór między diakonem Witem a władzami kościelnymi – spór, który toczył się między diakonem Witem a władzami kościelnymi, najpierw w Polsce, a później w Rzymie przed papieżem.

## Historia sporu
Diakon Wit pod koniec XII w. został pozbawiony stanowiska w Kościele krakowskim i posiadanego od 23 lat beneficjum. Stało się tak dlatego, że zarzucono mu popełnienie tzw. bigamii sukcesywnej, czyli zawarcia powtórnego małżeństwa. Walka o celibat w Kościele polskim w XII i XIII w. wyrażała się początkowo w przyjęciu zakazu zawierania przez duchownych ponownych małżeństw. Stan faktyczny sprawy był następujący: diakon Wit przez sześć lat współżył i prowadził gospodarstwo z pewną kobietą, po śmierci której zawarł kolejne małżeństwo. Legat papieski oskarżył diakona Wita przed biskupem krakowskim Pełką o to, że dopuścił się bigamii sukcesywnej i nakazał odebranie mu posiadanych dóbr i stanowiska.
Spór między diakonem Witem a władzami kościelnymi trafił ostatecznie do Rzymu. W swej obronie diakon Wit relacjonował fakty papieżowi: prawdą było, że przez sześć lat mieszkał z pewną kobietą, a po jej śmierci powtórnie się ożenił. Nie była ona jednak jego żoną, gdyż nie została mu oddana przez rodziców w formie traditio, jak nakazywał zwyczaj, ale narzuciła mu się siłą, a on współżył z nią aż do jej śmierci, gdyż nie mógł wypędzić z powodu potęgi, ale i szlachetności rodu, z którego pochodziła. Argumentacja diakona Wita w jednym punkcie była wszakże nieścisła: prawo zwyczajowe uznawało za małżonków także tych, którzy żyli w konkubinacie. Na tej też podstawie legat papieski opierał przecież swoje żądania o odebranie mu kościelnych godności. Jednak przed papieżem diakon Wit podnosił uparcie, że kobieta wprowadziła się do niego wbrew jego woli. Argumentacja ta trafiła do przekonania papieżowi, który nakazał pozostawienie mu beneficjum, jeśli fakty są prawdziwe. Stało się tak dlatego, że papiestwo w XII w. wyrażało stanowisko, że o małżeństwie decyduje obopólna zgoda. Z tego powodu papież uznał racje diakona Wita, który bronił się niezwykle umiejętny sposób, wskazując brak podstawowej przesłanki do przyjęcia, że pierwszy jego związek był związkiem małżeńskim, czyli woli zawarcie małżeństwa.